# Коркі Калгун
Девід «Коркі» Калгун (англ. David "Corky" Calhoun, нар. 1 листопада 1950, Вокіган, Іллінойс, США) — американський професіональний баскетболіст, що грав на позиції легкого форварда за декілька команд НБА. Чемпіон НБА.

## Ігрова кар'єра
На університетському рівні грав за команду Пенн (1969–1972). 
1972 року був обраний у першому раунді драфту НБА під загальним 4-м номером командою «Фінікс Санз». Професійну кар'єру розпочав 1972 року виступами за тих же «Фінікс Санз», захищав кольори команди з Фінікса протягом наступних 2 сезонів.
З 1974 по 1976 рік грав у складі «Лос-Анджелес Лейкерс».
1976 року перейшов до «Портленд Трейл-Блейзерс», у складі якої провів наступні 2 сезони своєї кар'єри. 1977 року став чемпіоном НБА.
Останньою ж командою в кар'єрі гравця стала «Індіана Пейсерз», до складу якої він приєднався 1978 року і за яку відіграв 2 сезони.